# Edoardo Severgnini
Edoardo Severgnini (ur. 13 maja 1904 w Mediolanie, zm. 6 lutego 1969 tamże) – włoski kolarz torowy, dwukrotny medalista mistrzostw świata.

## Kariera
Pierwszy sukces w karierze Edoardo Severgnini osiągnął w 1934 roku, kiedy zdobył brązowy medal wyścigu ze startu zatrzymanego zawodowców podczas mistrzostw świata w Lipsku. W zawodach tych wyprzedzili go jedynie dwaj reprezentanci III Rzeszy: Erich Metze oraz Paul Krewer. Wynik ten Włoch powtórzył na rozgrywanych cztery lata później mistrzostwach świata w Amsterdamie, gdzie uległ tylko Erichowi Metze oraz jego rodakowi Walterowi Lohmannowi. Severgnini wystartował również igrzyskach olimpijskich w Amsterdamie, gdzie odpadł już w eliminacjach sprintu indywidualnego. Ponadto pięciokrotnie zdobywał tytuł mistrza Włoch w wyścigu ze startu zatrzymanego zawodowców.